# Danielle Poleschuk
Danielle Poleschuk (ur. 23 stycznia 1986 r.) – kanadyjska narciarka, specjalistka narciarstwa dowolnego. Zajęła 14. miejsce w skicrossie podczas mistrzostw świata w Inawashiro. Zajęła także 19. miejsce w tej samej konkurencji na igrzyskach olimpijskich w Vancouver. Najlepsze wyniki w Pucharze Świata, osiągnęła w sezonie 2009/2010, kiedy to zajęła 23. miejsce w klasyfikacji generalnej, a w klasyfikacji skicrossu była siódma.

## Sukcesy

### Igrzyska olimpijskie
| Miejsce | Dzień     | Rok  | Miejscowość | Konkurencja | Zwycięzca       |
| ------- | --------- | ---- | ----------- | ----------- | --------------- |
| 19.     | 23 lutego | 2010 | Vancouver   | Skicross    | Ashleigh McIvor |

### Mistrzostwa Świata
| Miejsce | Dzień   | Rok  | Miejscowość | Konkurencja | Zwycięzca       |
| ------- | ------- | ---- | ----------- | ----------- | --------------- |
| 14.     | 2 marca | 2009 | Inawashiro  | Skicross    | Ashleigh McIvor |

### Puchar Świata

#### Miejsca w klasyfikacji generalnej
- 2008/2009 – 66.
- 2009/2010 – 23.

#### Miejsca na podium
1. Grindelwald – 12 marca 2010 (Skicross) – 3. miejsce

- W sumie 1 trzecie miejsce.